# Norman Kirk
Norman Eric Kirk PC (6 de enero de 1923-31 de agosto de 1974) fue un político neozelandés que se desempeñó como el 29.º Primer ministro de Nueva Zelanda desde 1972 hasta su repentina muerte en 1974.

## Biografía
Hijo de un ebanista, Kirk terminó su educación formal en la escuela primaria y realizó trabajos como aprendiz de montador y tornero y como capataz en el Departamento de Ferrocarriles.
Kirk se unió al Partido Laborista de Nueva Zelanda en 1943. Fue alcalde de Kaiapoi desde 1953 hasta 1957, cuando fue elegido miembro del Parlamento de Nueva Zelanda. Se convirtió en el líder de su partido en 1964. Después de la victoria laborista en las elecciones de 1972, Kirk fue elegido primer ministro y ministro de Asuntos Exteriores. Hizo hincapié en la necesidad de un desarrollo económico regional y afirmó la solidaridad de Nueva Zelanda con Australia en la adopción de una política exterior más independiente de los Estados Unidos. En 1973, se opuso firmemente a las pruebas nucleares francesas en el Pacífico.
Promovió la igualdad racial en el país y en el extranjero; su gobierno impidió que la selección de rugby de Sudáfrica recorriera Nueva Zelanda durante 1973. Sin embargo, su gobierno fur criticado por el lanzamiento de Dawn Raids, la represión agresiva contra los presuntos supervivientes que se dirigió casi exclusivamente a los neozelandeses de Pasifika. Kirk cedió a la presión pública y descontinuó las redadas en abril de 1974.
Kirk tenía la reputación de ser el polemista más formidable de su tiempo y una vez dijo que "hay cuatro cosas que le importan a la gente: tienen que tener un lugar donde vivir, tienen que tener comida para comer, tienen que tener ropa para vestirse"., y tienen que tener algo que esperar", a menudo citado erróneamente como "un lugar donde vivir, alguien a quien amar, un lugar donde trabajar y algo por lo que esperar". En la intimidad sufría de obesidad y agotamiento laboral; su salud se deterioró rápidamente en el invierno de 1974 y murió repentinamente el 31 de agosto de ese año. Su muerte conmocionó a la nación y provocó una gran aflicción; es el primer ministro de Nueva Zelanda más reciente en morir en el cargo.Se le dio un funeral de estado combinado y tangi en dos lugares, con una combinación de ritos europeos y maoríes. Debido a su energía, carisma y poderosa oratoria, así como a su prematura muerte, Kirk sigue siendo uno de los primeros ministros más populares de Nueva Zelanda. Fue sucedido como jefe de Gobierno por Bill Rowling, quien perdió las elecciones posteriores y permaneció como líder del partido hasta 1981.
Falleció víctima de una embolia pulmonar en agosto de 1974.
Debido a su energía, carisma y poderosa oratoria, así como a su prematura muerte, Kirk sigue siendo uno de los primeros ministros más populares de Nueva Zelanda.